# Самба Яя
Самба Яя (д/н —після 1883) — 32-й дамель (володар) держави Кайор з січня до серпня 1883 року.

## Життєпис
Походив з династії Фалл, гілки Нгоне Латир. Про нього обмаль відомостей. 1883 року французькі війська повалили дамеля Лат Діора. Оскільки влада загарбників не була міцною, то було вирішено поставити нового дамеля, але без якоїсь влади. Ним став Самба Яя, взявший ім'я Амарі Нгоне II. Церемонія сходження на трон відбулася 16 січня 1883 року.
Втім ймовірно дамель не бажав повністю підкорятися волі французів. Або готував якусь змову. Зрештою 22 серпня 1883 року Самба Яя було повалено. Новим дамелем поставлено Самба Лаобе.